# Міфи про отруєні цукерки

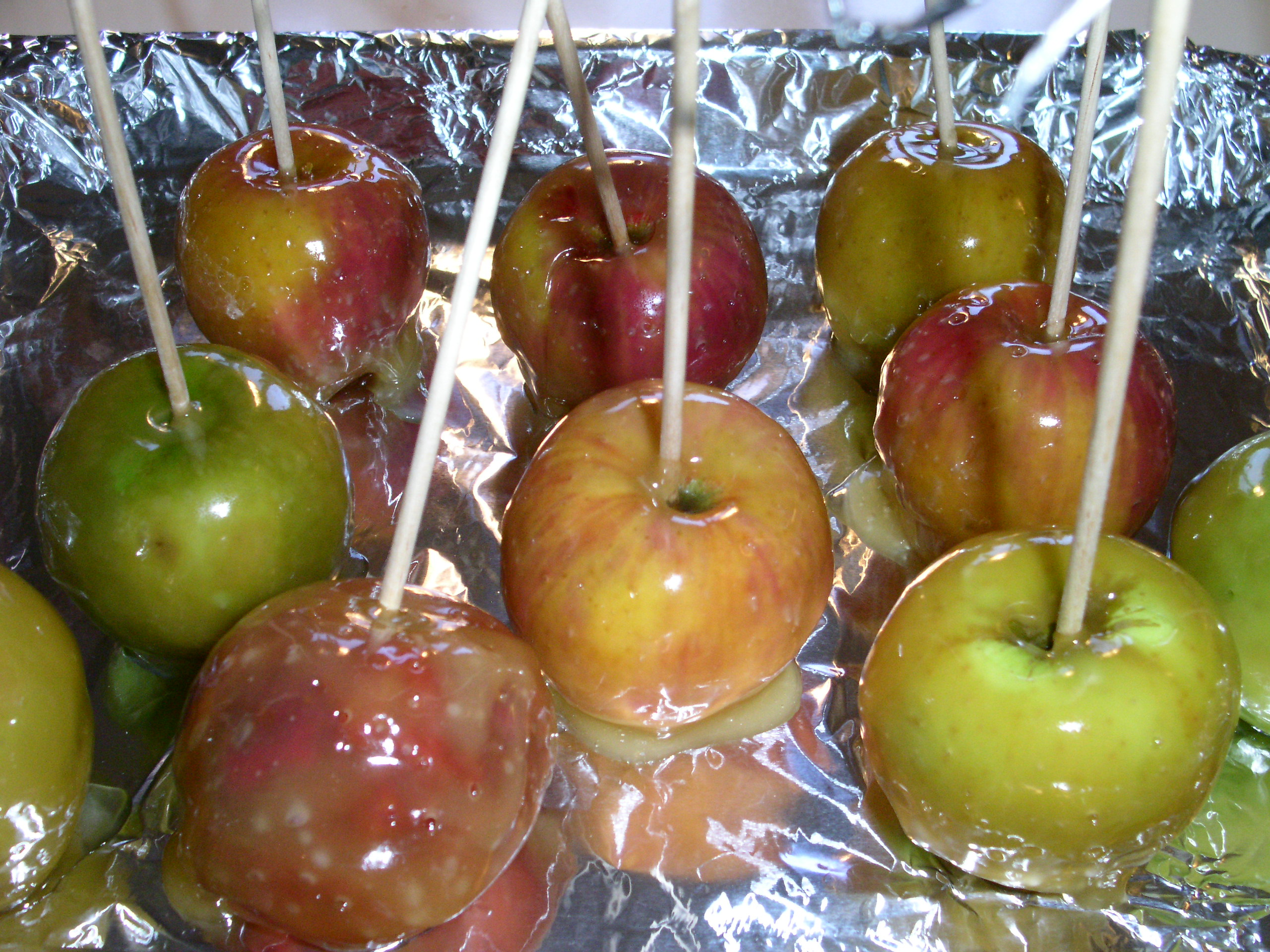
У перші десятиліття ХХ століття діти, які ходили по домівках на Гелловін, зазвичай отримували яблука та домашні ласощі. З часом батьки почали надавати перевагу купованим цукеркам.

Міфи про отруєні цукерки — це переважно міські легенди про зловмисників, які підкладають отруту, наркотики або гострі предмети (наприклад леза для бритви) у солодощі. Найчастіше такі історії пов’язують із традиційним обходом домівок на Гелловін. Ці міфи, що виникли у США, слугують сучасними застережливими оповідями для дітей і батьків та відображають дві характерні теми, притаманні міським легендам: загрозу для дітей та отруєння їжі.
Існують підтверджені випадки отруєних солодощів, однак вони є поодинокими. Жодного доведеного випадку, коли незнайомець убив дитину таким способом, не зафіксовано.
У медіа періодично з'являються повідомлення про раптову смерть дітей молодшого віку після святкування Гелловіну. Однак, медичні розслідування щодо справжніх причин смерті завжди демонстрували відсутність зв'язку між летальними випадками та вживанням солодощів, отриманих від сторонніх осіб.  Тим не менш, у поодиноких випадках дорослі члени родини поширювали подібні історії з метою приховання фактів дітовбивства або нещасних випадків зі смертельним наслідком. В інших інцидентах діти, обізнані про міфи щодо отруєних цукерок, самостійно розміщували небезпечні предмети або речовини серед отриманих солодощів, імітуючи дії сторонніх осіб. Така поведінка кваліфікується як ефект наслідування.Фольклористи, вчені та експерти з правоохоронних органів констатують, що історії про навмисне отруєння цукерок сторонніми особами, які потім роздаються дітям під час традиційного обходу будинків на Гелловін, є «повністю спростованими».
Побоювання щодо можливого отруєння солодощів, отриманих від незнайомих осіб, призвели до поширення альтернативних заходів замість традиційного обходу будинків, таких як події, що проводяться в християнських церквах, відділках поліції та пожежних служб, громадських центрах і роздрібних магазинах. Зазначено, що основним ризиком для здоров'я та безпеки дітей на Гелловін є загибель внаслідок дорожньо-транспортних пригод.

## Історія міфу

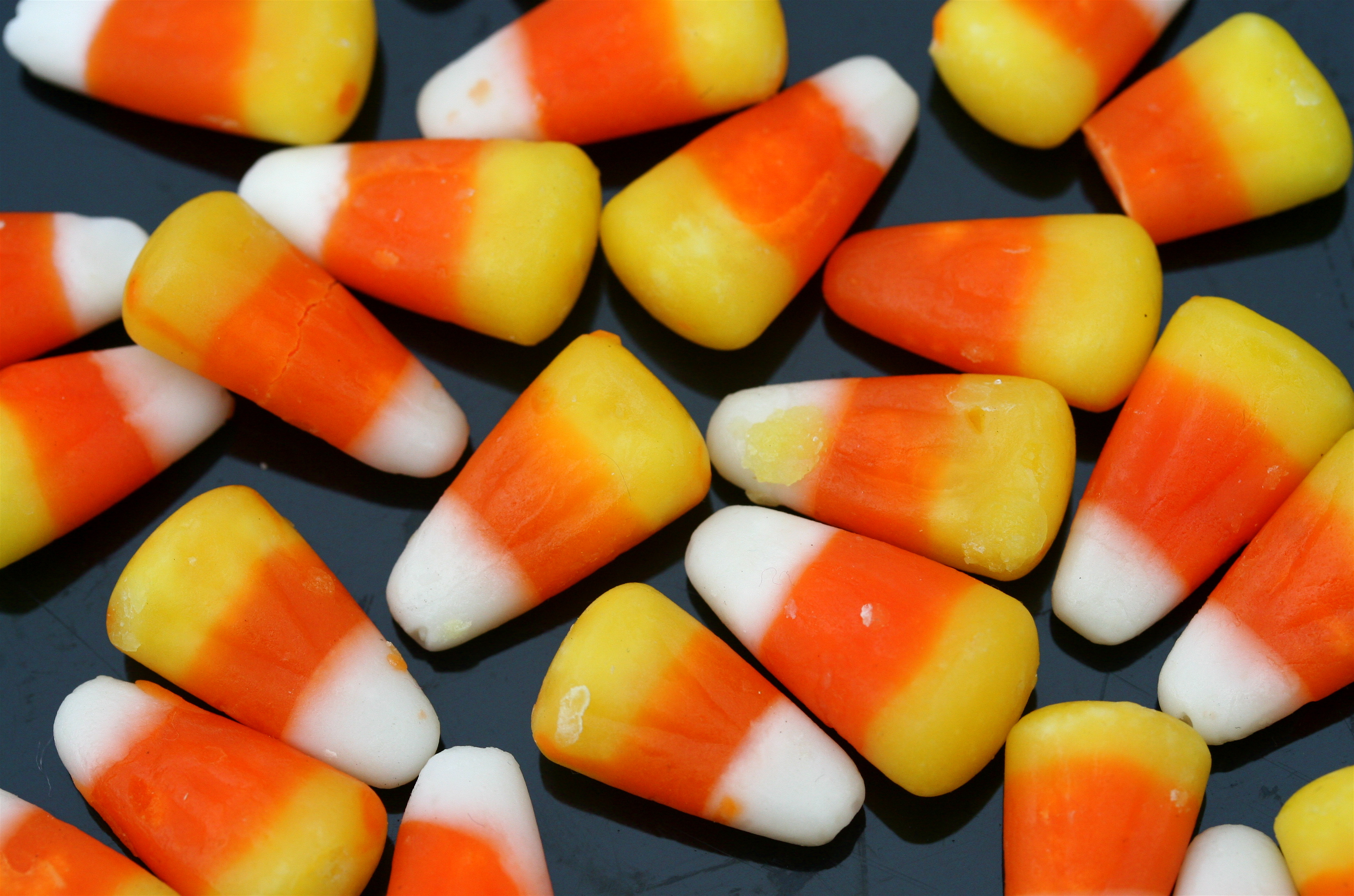
У XIX столітті такі солодощі, як карамельна кукурудза, зазвичай продавалися на вагу. Згодом перевага надавалася запакованій фасованій продукції.

Поширення міфів про отруєні солодощі пов'язане з періодом промислової революції, коли виробництво харчових продуктів перемістилося з приватних до промислових підприємств, що викликало недовіру до невідомих інгредієнтів та виробничих процесів. Тодішні заяви окремих лікарів про випадки отруєнь солодощами не мали під собою доказової бази, хоча будь-яке захворювання дитини після вживання цукерок автоматично пов'язувалося з ними. Однак, жодних підтверджених випадків захворювання чи смерті внаслідок отруєних солодощів зафіксовано не було.
У 1890-х та 1900-х роках Бюро хімії США спільно з державними установами провело аналіз сотень видів солодощів, не виявивши жодних ознак отруєння чи підробок. Дослідження показали поширене використання недорогої глюкози (з кукурудзяного сиропу ) у дешевих цукерках, незначну присутність міді від незахищених мідних кухонних ємностей та застосування барвників на основі кам'яновугільної смоли. Проте, жодних слідів численних отруйних речовин, промислових відходів, сміття чи інших заявлених домішок виявлено не було. Зрештою, твердження про захворювання дітей через вживання цукерок були пояснені розладами травлення внаслідок переїдання або іншими причинами, включаючи харчові отруєння через неналежне приготування, гігієну чи зберігання м'яса та інших продуктів.

### Соціальні причини
Міфи про отруєні солодощі, поширені у 1960-1970-х роках на тлі соціальних змін, відображали суспільну недовіру. У цей період історії про небезпечних незнайомців, які отруюють дітей на Гелловін, стали особливо популярними, затьмарюючи реальні проблеми жорстокого поводження чи халатності дорослих. В академічному контексті це явище розглядається як приклад паніки, спричиненої чутками, де традиційний Гелловін втрачав свою первісну функцію через послаблення сусідських відносин.

### Розвінчування міфів про отруєні цукерки
Жоел Бест, соціолог делаверського університету, який досліджує міфи про отруйні цукерок, проаналізував газетну хроніку з 1958 по 1983 рік. Він виявив менше 90 випадків, що могли бути кваліфіковані як фактичне отруєння цукерок (чи інше навмисне нашкодження). При цьому жоден з них не був результатом "випадкових спроб зашкодити дітям" під час Гелловіну. Більшість інцидентів виявилися спробами дорослих отримати фінансову вигоду або, частіше, бажанням дітей привернути увагу. Бест також встановив, що з п'яти смертей дітей, які спочатку вважалися спричиненими сторонніми особами, жодна не була підтверджена розслідуванням.

### Неправильно приписані смерті
Смерті п'яти дітей спочатку були приписані отруєнню сторонніми особами. Ключовою особливістю міфів про отруєні цукерки є те, що отруйником виступає незнайомець, який без розбору вбиває дітей, тоді як реальні причини смерті — це медичні стани, не пов'язані з отруєнням, або ж отруєння членом родини. Усі ці твердження були спростовані в ході розслідувань; жоден з випадків не виявився отруєнням від сторонніх осіб.
- Випадкова смерть: У 1970 році п'ятирічний Кевін Тостон з Детройту помер після того, як знайшов і вжив героїн свого дядька. Сім'я намагалася захистити родича, заявивши, що наркотик був підсипаний у цукерки дитини, отримані на Гелловін.[13]
- Вбивство батьком: У 1974 році у Дір-Парку, штат Техас, восьмирічний хлопчик помер після того, як з'їв пакет цукерок Pixy Stix з ціанідом, який його батько підклав до солодощів, зібраних під час Гелловіну. Батько, Рональд Кларк О'Браян, також роздав отруєні цукерки іншим дітям, намагаючись приховати вбивство, хоча жодна інша дитина не вжила отруєні ласощі. Вбивця, який хотів отримати страхові виплати, був страчений у 1984 році[9]. Оскільки міф про отруєні цукерки описує випадкові або невибіркові вбивства незнайомцями, а не вбивство сина власним батьком, цей випадок технічно не є прикладом міфу про отруєні цукерки[9].
- Природна смерть, не пов'язана з отруєними цукерками: У 1978 році дворічний Патрік Відерольд з Флінта, штат Мічиган, помер після вживання гелловінських цукерок. Проте токсикологічні тести не виявили слідів отрути, і його смерть була визначена як така, що настала з природних причин.
- Природна смерть через наявне захворювання: У 1990 році Аріель Кац, семирічна дівчинка з Санта-Моніки, Каліфорнія, померла під час збору солодощів на Гелловін. Ранні повідомлення преси приписували смерть отруєним цукеркам, попри те, що її батьки повідомили поліції про діагностоване раніше серйозне захворювання – збільшене серце, що і стало фактичною причиною смерті.
- Природна смерть унаслідок інфекції: 2001 року у Ванкувері (провінція Британська Колумбія, Канада) померла чотирирічна дівчинка після вживання цукерок на Гелловін. Втім, жодних доказів отруєння цукерок виявлено не було — причиною смерті стала стрептококова інфекція.

### Медіа та міф
Попри те, що твердження про отруєні цукерки згодом були спростовані, засоби масової інформації продовжували активно поширювати цю тему впродовж 1980-х років: місцеві телеканали регулярно висвітлювали подібні випадки. Протягом цього періоду повідомлення про отруєння з’являлися на підставі непідтверджених заяв або ще до завершення офіційного розслідування, а згодом часто не мали продовження. Така однобічна медійна увага сприяла загальній паніці й спонукала інші ЗМІ також повідомляти про випадки можливого отруєння цукерок. Водночас соціолог Джоел Бест зазначає, що поширення цього міфу не можна пояснити винятково діяльністю медіа — значну роль відігравало також передавання інформації з вуст в уста.
Станом на 1985 рік засоби масової інформації довели істерію навколо отруєнь цукерками до такої міри, що опитування ABC News / Washington Post показало, батьків побоювалися, що їхні діти постраждають або загинуть через диверсії з гелловінськими солодощами. 

## Підтверджений випадок навмисного псування цукерок
У 2000 році в Міннеаполісі психічнохворий чоловік вкладав голки в цукерки та роздавав їх дітям під час святкування Гелловіну. Один підліток отримав незначні ушкодження.

## Зовнішні посилання
- Хелловінські засоби без отруєнь на Snopes.com
- Шпильки та голки на Snopes.com